# Institut Europe-Géorgie
 (novembre 2019).
L’Institut Europe-Géorgie (géorgien : ევროპულ-ქართული ინსტიტუტი, anglais : Europe-Georgia Institute) est une organisation hybride non gouvernementale fondée en Géorgie.
L’institut Europe-Géorgie a été fondé en 2015 par George Melashvili, Shalva Chkheidze et Revaz Topuria. EGI affirme que sa mission est de faire progresser la démocratie, le règne de droit et les marchés libres en Géorgie et dans le Caucase, donner les moyens de trouver des solutions essentielles au développement de la Géorgie et à l’avenir commun du Caucase à une génération nouvelle.
EGI est une organisation indépendante de la société civile qui concentre sur les thèmes telles que les droits de l’homme, la construction de la paix, la promotion de la bonne gouvernance et le soutien de à la participation des jeunes au processus démocratique.
L’EGI insiste sur « l’indépendance et l'impartialité » et exclut explicitement la prise de décision des facteurs politiques, économiques ou religieux. Les principes et directives opérationnelles d’EGI sont soulignés dans sa Charte. L'Institut Europe-Géorgie est un membre affilié du Forum Libéral Européen, une fondation politique au niveau européen.